# Edwin Harris

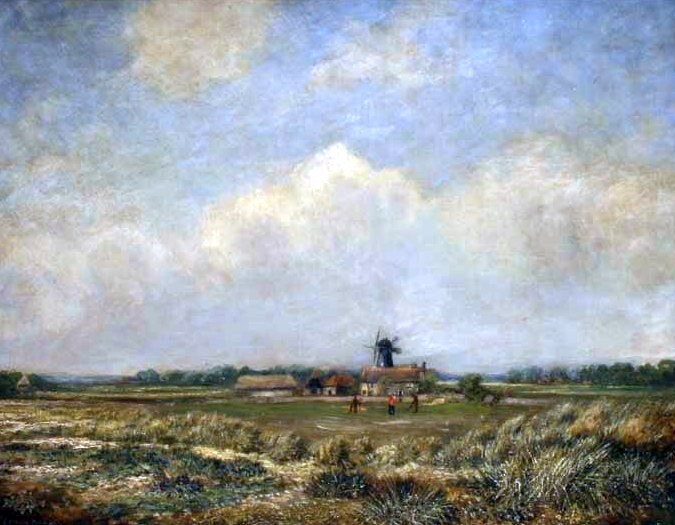
Landschaft aus den 1880er Jahren

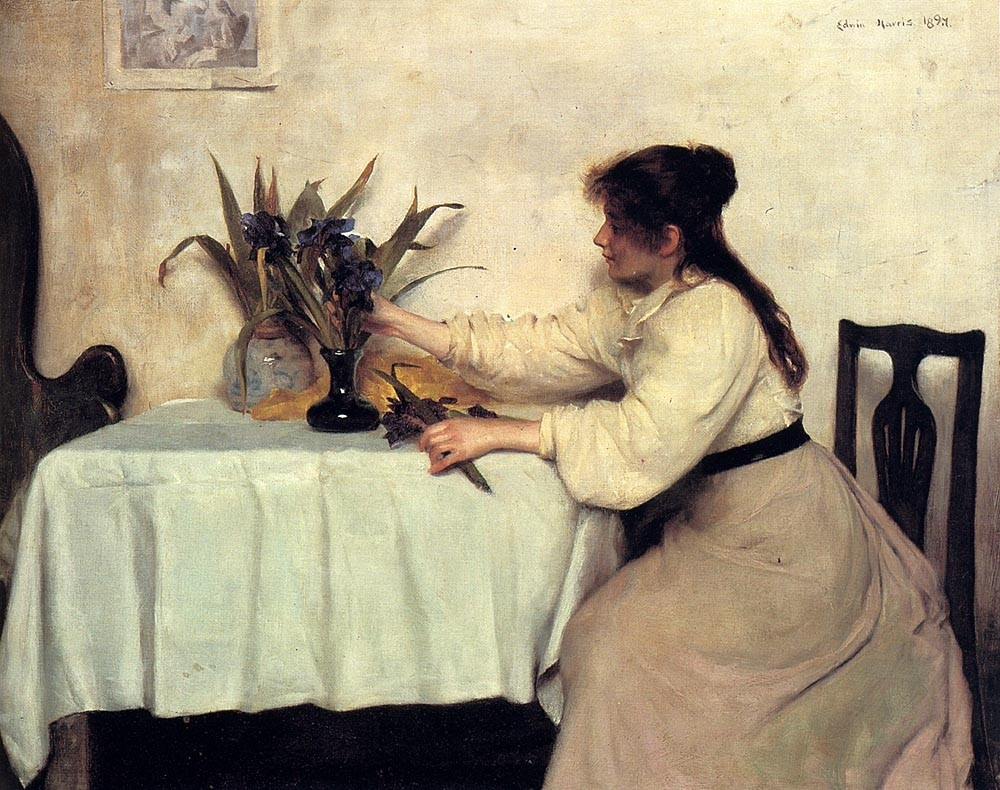
Arranging The Irises (1897)

Edwin Harris (* 1855 in Birmingham, West Midlands; † 1906) war ein englischer Landschafts-, Genre- und Porträtmaler des Spätimpressionismus und ein Vertreter der Newlyn School, einer Künstlerkolonie des späten 19. und frühen 20. Jahrhunderts.

## Leben und Werk
Edwin Harris besuchte ab 1870 zunächst die Birmingham School of Art. Bereits 1877 durfte er an der Royal Birmingham Society of Artists erstmals ausstellen. Später ging er nach Antwerpen, um sich an der Akademie von Charles Verlat unterrichten zu lassen, die zur selben Zeit auch Frank Bramley besuchte. 1880 kehrte Harris nach Birmingham zurück und unternahm ab 1881 Reisen in die Bretagne und nach Newlyn in Cornwall, wo er sich schließlich 1883 niederließ. In den folgenden Jahren siedelten sich zahlreiche andere Künstler in der Gegend an, darunter Frank Bramley, Thomas Cooper Gotch, Stanhope Forbes, Percy Robert Craft, Henry Scott Tuke und Norman Garstin. Walter Langley hatte sich bereits 1882 hier niedergelassen. Es bildete sich eine Künstlerkolonie, die unter dem Namen Newlyn School bekannt wurde. Ihre Vertreter betrieben meist Freilichtmalerei und hielten dabei Alltagsszenen aus dem dörflichen Leben fest. 1895 verließ Harris Newlyn und siedelte bis zu seinem frühen Tod 1906 an abwechselnden Orten im Süden Englands. 
Von 1882 bis 1904 stellte Harris insgesamt 13 Gemälde an der Royal Academy of Arts aus und wurde zum Mitglied der Royal Birmingham Society of Artists gewählt. Seine bekanntesten Gemälde sind große Genrebilder, von denen einige von Not und Verlust handeln, was auch zentrales Thema der Werke seines Freundes Walter Langley war. Zwar war Harris mit diesen Arbeiten sehr erfolgreich, seine außergewöhnlichen Fähigkeiten zeigte er aber erst in der Porträtmalerei. Einige seiner Werke befinden sich heute in der Liverpooler Walker Art Gallery, in der Manchester Art Gallery, in der Royal Hibernian Academy und im Royal Institute of Oil Painters.